# 4933 Тайлерліндер
(4933) 1984 EN1 (1984 EN1, 1978 QN3, 1988 JY) — астероїд головного поясу, відкритий 2 березня 1984 року.
Тіссеранів параметр щодо Юпітера — 3,560.